# دیدرا هال
 دیدرا هال (انگلیسی: Deidre Hall؛ زادهٔ ۳۱ اکتبر ۱۹۴۷) یک هنرپیشه اهل ایالات متحده آمریکا است.
از فیلم‌های معروف او می‌توان به بازی در مجموعه تلویزیونی خانه ما اشاره کرد.